# Xanthichthys caeruleolineatus
Xanthichthys caeruleolineatus és un peix teleosti de la família dels balístids i de l'ordre dels tetraodontiformes.

## Morfologia
Pot arribar als 35 cm de llargària total.

## Distribució geogràfica
Es troba des de les costes occidentals de l'oceà Índic fins a Indonèsia, les Tuamotu i les Ryukyu.